# Jakub Lauko
Jakub Lauko (Praga, República Checa, 28 de marzo de 2000) es un jugador profesional checo de hockey sobre hielo que se desempeña en la posición de centro en Minnesota Wild, equipo de la National Hockey League (NHL).

## Carrera
Fue seleccionado en la tercera ronda en la NHL Entry Draft de 2018. En 2022 hizo su debut profesional con el equipo Boston Bruins, donde jugó dos temporadas, en 2024 pasó a Minnesota Wild.